# خولیان سولر
خولیان سولِر (اسپانیایی: Julián Soler‎؛ ۱۷ فوریه ۱۹۰۷ – ۵ مه ۱۹۷۷) کارگردان فیلم و بازیگر اهل مکزیک و عضوی از خاندان سولر بود.

از فیلم‌ها یا مجموعه‌های تلویزیونی که وی در آن‌ها نقش داشته است، می‌توان به میشل استروگف اشاره نمود.